# Story (柚子单曲)
《Story》是日本二人组合柚子（ゆず）的第24张单曲。2008年2月6日由其所属公司Senha&Company发售。